# Zygoten
Zygoten – II etap profazy I mejozy, zachodzący po leptotenie, a przed pachytenem.
Podczas zygotenu następuje koniugacja chromosomów (synapsis), polegająca na połączeniu się chromosomów homologicznych w biwalenty. Odpowiadają za nią odcinki o niezreplikowanym w fazie S DNA, w których znajduje się tzw. Zyg-DNA (Z-DNA). Stanowi on 0,2-0,3% DNA genomu i występuje we wszystkich chromosomach mejotycznych w tzw. kompleksie synaptemalnym. Koniugacja inicjowana jest w miejscach przyczepu chromosomów do błony jądrowej. 